# 多布拉尼奇夫卡
50°2′48″N 31°53′43″E / 50.04667°N 31.89528°E
多布拉尼奇夫卡（烏克蘭語：Добраничівка）是位於烏克蘭北部的村莊，由基辅州鲍里斯皮尔区的亞霍滕市鎮負責管轄。該村始建於1859年，面積2平方公里，海拔高度113米，2001年人口371，人口密度每平方公里185.5人。